# Verplanckita
La verplanckita és un mineral de la classe dels silicats. Rep el nom en honor de William E. Ver Planck (1916-1963), geòleg de la Divisió de Mines i Geologia de Califòrnia (Estats Units).

## Característiques
La verplanckita és un silicat de fórmula química Ba₄Mn2+
2Si₄O₁₂(OH,H₂O)₃·Cl₃. Va ser aprovada com a espècie vàlida per l'Associació Mineralògica Internacional l'any 1964. Cristal·litza en el sistema hexagonal. La seva duresa a l'escala de Mohs oscil·la entre 2,5 i 3.
Segons la classificació de Nickel-Strunz, la verplanckita pertany a «09.CE - Ciclosilicats amb enllaços senzills de 4 [Si₄O₁₂]8- (vierer-Einfachringe), sense anions complexos aïllats» juntament amb els següents minerals: papagoïta, baotita, nagashimalita, taramel·lita, titantaramel·lita, barioortojoaquinita, byelorussita-(Ce), joaquinita-(Ce), ortojoaquinita-(Ce), estronciojoaquinita, estroncioortojoaquinita, ortojoaquinita-(La), labuntsovita-Mn, nenadkevichita, lemmleinita-K, korobitsynita, kuzmenkoïta-Mn, vuoriyarvita-K, tsepinita-Na, karupmøllerita-Ca, labuntsovita-Mg, labuntsovita-Fe, lemmleinita-Ba, gjerdingenita-Fe, neskevaaraïta-Fe, tsepinita-K, paratsepinita-Ba, tsepinita-Ca, alsakharovita-Zn, gjerdingenita-Mn, lepkhenelmita-Zn, tsepinita-Sr, paratsepinita-Na, paralabuntsovita-Mg, gjerdingenita-Ca, gjerdingenita-Na, gutkovaïta-Mn, kuzmenkoïta-Zn, organovaïta-Mn, organovaïta-Zn, parakuzmenkoïta-Fe, burovaïta-Ca, komarovita i natrokomarovita.

## Formació i jaciments
Va ser descrita a partir de mostres trobades a la zona de les troballes de minerals de bari, a 4,7 quilòmetres de Cats Head Mountain, al costat de Big Creek, la qual també és considerada la seva localitat tipus juntament amb la zona esmentada. Aquest indret, amb mineralitzacions de silicats de bari, es troba al dipòsit de Rush Creek, al comtat de Fresno, Califòrnia (Estats Units). Són els dos únics indrets a tot el planeta on ha estat descrita aquesta espècie mineral.